# Cedrela angustifolia
Cedrela angustifolia es una especie botánica,  fanerógama de la familia de las meliáceas.

## Distribución y hábitat
Se halla en Argentina, Bolivia, Perú, Ecuador; hasta los 3.400 m s. n. m. . Está amenazada por pérdida de hábitat.

## Descripción
Es un árbol inerme, de 10 a 40 m de altura, con fuste recto, de hasta 12 dm de diámetro. Florece australmente, de noviembre a enero; fructifica de febrero a marzo. Sumamente explotado por su madera. Hojas, al restregarlas, dan olor desagradable.

## Uso
Muy apreciada por su madera: peso específico de 460 kg/m³, es liviana y bastante dura.
Para aberturas exteriores e interiores, persianas, muebles finos, chapas, tableros alistonados.

## Taxonomía
Cedrela angustifolia fue descrita por Sessé & Moc. ex DC. y publicado en Prodromus Systematis Naturalis Regni Vegetabilis 1: 624. 1824.
Etimología
Cedrela: nombre genérico que es un diminutivo de Cedrus.
angustifolia: epíteto latíno que significa "con hojas estrechas".
Sinonimia
- Cedrela boliviana Rusby
- Cedrela herrerae Harms
- Cedrela lilloi C.DC.
- Cedrela steinbachii Harms
- Pterosiphon multivenius Turcz.
- Surenus angustifolia (DC.) Kuntze	[5]

## Nombre común
- Atoc cedro, cedro bayo, cedro coya, cedro de altura, cedro de Tucumán, cedro del cerro, cedro peludo, cedro salteño, cedro virgen.[6]